# 3-тя авіаційна дивізія (Третій Рейх)
3-тя авіаційна дивізія (Третій Рейх) (нім. 3. Flieger-Division) — авіаційна дивізія повітряних сил нацистської Німеччини за часів Другої світової війни.

## Історія
3-тя авіаційна дивізія Люфтваффе вперше створена 1 серпня 1938 року в Мюнстері наказом Рейхслюфтфарктміністерства (RLM), шляхом переформування 4-го вищого авіаційного командування (нім. Höherer Fliegerkommandeur IV). 1 листопада 1938 року дивізію перейменували на 22-гу авіаційну дивізію, але вже 1 лютого 1939 року з'єднанню повернули стару назву.
28 вересня 1939 року на її основі було розгорнуто спеціальне командування 2-го повітряного флоту Люфтваффе, яке незабаром було перетворене на III повітряний корпус Люфтваффе.
У грудні 1943 року дивізію з таким номером сформовано вдруге на Східному фронті в Пскові, Росія на основі 1-го авіаційного командування (нім. Fliegerführer 1).

## Основні райони базування штабу 3-ї авіаційної дивізії
| Час                            | Місто       |
| ------------------------------ | ----------- |
| 1-е формування:                |             |
| 1 серпня 1938 — 26 серпня 1939 | Мюнстер     |
| 2-е формування:                |             |
| грудень 1943 — 1 березня 1944  | Псков       |
| 2 березня — 16 липня 1944      | Печори      |
| 16 — 26 липня 1944             | Дюнабург    |
| 27 липня — серпень 1944        | Якобстад    |
| серпень — 24 вересня 1944      | Веселава    |
| 27 вересня — листопад 1944     | Спілве      |
| 2 листопада 1944 — січень 1945 | Бад-Ессен   |
| січень — 9 лютого 1945         | Саган-Купер |
| лютий — 8 травня 1945          | Оломоуць    |

## Командування

### Командири
1-е формування
- генерал авіації Ріхард Пуцір (нім. Richard Putzier) (1 серпня 1938 — 27 вересня 1939);

2-е формування
- оберст Герберт Рікгофф (нім. Herbert Rieckhoff) (? — 26 вересня 1943);
- генерал-майор Вернер Цех (нім. Werner Zech) (26 вересня 1943 — 6 січня 1944);
- генерал авіації Вальтер Беніке (нім. Walter Boenicke) (6 січня  — 30 травня 1944);
- генерал-майор барон Сигізмунд фон Фалькенштайн (нім. Sigismund Freiherr von Falkenstein) (30 травня 1944 — 8 травня 1945).

## Підпорядкованість
| Час                          | Командування флот                    |
| ---------------------------- | ------------------------------------ |
| 1-е формування               |                                      |
| 1 серпня 1938 — лютий 1939   | 2-ге командування авіагруп Люфтваффе |
| лютий — 27 вересня 1939      | 2-й повітряний флот                  |
| 2-е формування               |                                      |
| грудень 1943 — листопад 1944 | 1-й повітряний флот                  |
| листопад 1944 — січень 1945  | Командування Люфтваффе «Захід»       |
| січень — травень 1945        | 6-й повітряний флот                  |

## Бойовий склад 3-ї авіаційної дивізії
- 54-та винищувальна ескадра «Зелене серце» (штаб, I., 4. і IV. авіагрупи);
- II./Jagdgeschwader 5;
- 4./Nachtjagdgeschwader 100;
- 1./Nachtjagdgeschwader 200;
- Schlachtgeschwader 3 (штаб, I. і II. авіагрупи);
- II./Schlachtgeschwader 1;
- I./Schlachtgeschwader 5;
- Nachtschlachtgruppe 1 (штаб, 1.-3. ескадрильї);
- Nachtschlachtgruppe 3 (штаб, 1.-3. ескадрильї);
- Nachtschlachtgruppe 11 (штаб, 1 та 2. ескадрильї);
- 1. Ostfliegerstaffel (російська авіаційна ескадрилья «Схід»).

- штаб, 1-ша та 2-га ескадрильї 5-ї групи тактичної розвідки (Nahaufklärungsgruppe 5);
  - 3./13 групи тактичної розвідки (Nahaufklärungsgruppe 13);
  - 1./31 групи тактичної розвідки (Nahaufklärungsgruppe 31);
- 54-та винищувальна ескадра «Зелене серце» (штаб, I., II. і IV. авіагрупи);
- 4./Nachtjagdgeschwader 100;
- 1./Nachtjagdgeschwader 200;
- Schlachtgeschwader 3 (штаб, I. і II. авіагрупи, 10. (Pz));
- II./Schlachtgeschwader 1;
- I./Schlachtgeschwader 5;
- Nachtschlachtgruppe 1 (1.-3. ескадрильї);
- Nachtschlachtgruppe 3 (1.-3. ескадрильї);
- Nachtschlachtgruppe 11 (штаб, 1 та 2. ескадрильї);
- 1./Nachtschlachtgruppe 12.

- штаб, 1-ша та 2-га ескадрильї 5-ї групи тактичної розвідки (Nahaufklärungsgruppe 5);
  - 1./31 групи тактичної розвідки (Nahaufklärungsgruppe 31);
  - винищувальна група «Остланд» (Jagdabschnittsführer Ostland);
- Schlachtgeschwader 3 (штаб, I. і II. авіагрупи);
- Nachtschlachtgruppe 1 (1.-3. ескадрильї);
- Nachtschlachtgruppe 3 (1.-3. ескадрильї);
- Nachtschlachtgruppe 11 (штаб, 1 та 2. ескадрильї);
- Nachtschlachtgruppe 12 (1 та 2. ескадрильї).

- 1-ша штурмова ескадра (SG 1);
- 3-тя штурмова ескадра (SG 3);
- 5-та штурмова ескадра (SG 5);
- 1-ша нічна штурмова група;
- 3-тя нічна штурмова група;
- 11-та нічна штурмова група;
- 5-та винищувальна ескадра (JG 5);
- 54-та винищувальна ескадра (JG 54).